# Atco Records
Atco Records (ofte skrevet ATCO Records) er et amerikansk pladeselskab under Warner Music Group. Pt. anvendes mærket som en del af Warners Rhino Entertainment.

## Historie

### Oprindelse
Atco Records blev grundlagt i august 1955 som en division i Atlantic Records. Planen med mærket var at udgive produktioner af Herb Abramson, der var vendt tilbage til Atlantic efter at have gjort tjeneste i hæren. Det var også tanken, at der på mærket skulle udgives produktioner, der ikke passede ind i Atlantics format, der dengang bestod i udgivelser af blues, jazz og R&B/soul. Navnet Atco er en forkortelse af ATlantic COrporation.
Atco Records bedst sælgende artister var fra starten Bobby Darin og R&B-gruppen The Coasters. I begyndelsen af 1960'erne lod Atlantic udgive materiale fra udenlandske selskaber på Atco, hvilket førte til en række succesfulde udgivelser på Atco i USA fra eksempelvis danske Jørgen Ingmann, Bent Fabricius-Bjerre, Nina & Frederik og britiske Acker Bilk. I midten af 1960'erne markerede Atco sig med amerikanske artister som Sonny & Cher, Buffalo Springfield og Vanilla Fudge. Et samarbejde med manageren Robert Stigwood gav mulighed for udgivelser på det amerikanske marked med britisk baserede The Bee Gees og Cream.
Atco udgav i 1964 i USA en single med The Beatles, "Ain't She Sweet" indspillet i Hamborg i 1961. Singlen nåede nr. 19 på Billboard Hot 100 listen i august 1964. Atco udgav tillige et album i USA, Ain't She Sweet, hvorpå var indspilninger med Beatles og Tony Sheridan optaget i Hamborg samt en række andre britiske pop-sange fra perioden.
Atco udgav i 1966 The Whos single "Substitute" i USA, da der var opstået uenighed mellem orkesteret, rettighedshaverne og The Whos sædvanlige pladeselskab i USA Decca Records. The Who udgav ikke andet på Atco, med to af bandets medlemmer, Pete Townshend og John Entwistle udgav senere på Atco som soloartister.
Atco distribuerede også for andre selskaber, herunder Robert Stigwoods RSO Records, Volt Records, Island Records, Rolling Stones Records og Ruthless Records.
I midten af 1970'erne udsendte Atco en række tidlige album for australske AC/DC, indtil AC/DC's udgivelser i 1978 blev overtaget af Atlantic.

### Stille år og afvikling
Atlantic nedprioriterede Atco i midten af 1970'erne, hvor mærket primært blev anvendt til udgivelser af britiske og europæiske bands. I 1980 blev Atco atter synlig med succesfulde udgivelser af Pete Townshends album Empty Glass og Gary Numans "Cars", men mærkets profil blev i 1980'erne udvisket. Det sidste nr. 1 hit på Atco var Sweet Sensations "If Wishes Came True" i 1990. I 1991 blev Atco lagt sammen med Atlantics nystartede EastWest Records America, der kortvarigt fik navnet Atco–East West Records America indtil 1994. Herefter blev Atco-mærket alene anvendt til genudgivelser af ældre materiale udsendt gennem Elektra Records. Mærket blev i 2005 benyttet til en udgivelse af soundtracket til en film om Bobby Darins liv, Beyond the Sea, der havde Kevin Spacey i hovedrollen med fortolkninger af Darins sange.

### Genoplivning af mærket
I 2006 genoplivede Warner Music Group Atco Records i et samarbejde med Rhino Entertainment. Scarlett Johansson, Keith Sweat og Art Garfunkel var blandt de første artister, der blev signet på mærket. Art Garfunkel udsendte "Some Enchanted Evening" den 30. januar 2007. Johansson udsendte Anywhere I Lay My Head i maj 2008 og senere fulgte udgivelser med bl.a. Queensrÿche og The New York Dolls.

## Artister, der har udgivet på Atco Records
Det følgende er en liste af artister, der har udgivet på Atco Records.
| - AC/DC (udenfor Australien) - Airrace - Allman Brothers Band (Capricorn/Atco) - Steve Arrington - Back Street Crawler - Barrabás - The Beatles (US) - Bad Company - Badger - Ginger Baker (og Bakers grupper) (US/Canada) - Jeff Beck - Bee Gees (US/Canada) - Chuck Berry - Mr Acker Bilk (US/Canada) - Black Oak Arkansas - Blackfoot - Blind Faith (US/Canada) - Blue Mountain Eagle - Blue Magic - Blues Image - Sonny Bono (som "Sonny") - Brooklyn Brothers - Jack Bruce (US/Canada) - Buffalo Springfield - Cactus - The Capitols - Jim Carroll - Change - Cher | - Corina - Eric Clapton (US/Canada) - The Coasters - Natalie Cole (Modern/Atco) - Arthur Conley - Cream (US/Canada) - Cross Country - Bobby Darin - Spencer Davis Group (US/Canada) - Delaney & Bonnie - The D.O.C. (Ruthless/Atco) - Dr. John - Dream Theater - Dave Edmunds - Jonathan Edwards (Capricorn/Atco) - Eight Seconds - Electric Boys - Enuff Z Nuff - Envy - John Entwistle - Julie Driscoll, Brian Auger & The Trinity - Bent Fabricius-Bjerre - Scott Fagan - Fat Mattress - Fatback - The Fireballs - Tricia Leigh Fisher - Flies on Fire | - Focus (US/Canada) - The Fourmost - Peter Gabriel (US/Canada) - Art Garfunkel - Genesis (US/Canada) - R.B. Greaves - Tim Hardin - Gordon Haskell - Donny Hathaway - Hawkwind - Horslips (US) - Humble Pie - Steve Hunter - Jørgen Ingmann - INXS (US/Canada) - Iron Butterfly - Deon Jackson (Carla) - James Gang - J.J. Fad (Ruthless/Atco) - Robbin Julien - Scarlett Johansson - Juicy Lucy - Michael Kamen - Ben E. King - King Curtis | - Last Words - Bettye LaVette - Lime (Critique/Atco) - Lindisfarne - Loudness - Lulu - Manowar - Mama's Pride - Penny McLean - Michel'le (Ruthless/Atco) - New York Dolls - New York Rock and Roll Ensemble - Stevie Nicks (Modern/Atco) (US/Canada) - Nina & Frederik (US/Canada) - Gary Numan (US/Canada) - Outlaw Blood - Pat & The Satellites - The Persuaders - Pleasure Bombs - Queensrÿche - The Raindogs - Otis Redding - Ann Richards - Bob Rivers (Critique/Atco) - The Robins - The Rose Garden - Rowan & Martin - Roxy Music (US/Canada) | - Shadows Of Knight (Dunwich/Atco) - Shannon (Mirage/Atco) - The Sherbs - Kym Sims - Slave - P.F. Sloan - Sonny & Cher - Southside Johnny & the Jukes (Mirage/Atco) - Keith Sweat - Sweet Sensation - The System (Mirage/Atco) - Taffy - Tangier - Livingston Taylor (Capricorn/Atco) - Nino Tempo & April Stevens - Nolan Thomas (Mirage/Atco) - Pete Townshend (US/Canada) - The Troggs - Vandenberg - Vanilla Fudge - Jerry Jeff Walker - Dee Dee Warwick - Stevie Wright - Yes - Yomo & Maulkie (Ruthless/Atco) - Pantera |

## Eksterne links
- ATCO Records på discogs
- Discography med ATCO's LP udgivelser